# Tareq Kamleh
Tareq Kamleh (Perth, nacido entre 1985 y 1986) es un médico australiano quién viajó hacia Siria para unirse al grupo terrorista Estado Islámico para trabajar como pediatra. Llamó la atención de los medios por primera vez en 2015, cuando apareció en un vídeo del Estado Islámico, en donde llamaba a otros doctores a que se unieran a la causa del grupo. El vídeo, originalmente titulado "Health services in the Islamic state // mandate of tenderness" (en español: Servicios de salud en el Estado Islámico//mandato de ternura), mostraba a Kamleh hablando a la cámara en un "Servicio de Salud Estatal Islámico", en la sala de maternidad de Al Raqa.
Una orden de arresto fue emitida hacia Kamleh por una corte de Adelaida, citando supuesto delitos que él había cometido en Al Raqa en abril de 2015. Tras ello, Kamleh declaró que nunca iba a regresar a Australia y renunció a su ciudadanía.

## Primeros años
El padre de Kamleh se crio en Palestina y posteriormente se mudó hacia Australia. Su madre de origen alemana, era una católica que se había convertido al islam. Su antiguo estilo de vida "playboy" es a menudo mencionado en los medios de comunicación.

## Carrera médica en Australia
Kamleh se graduó de la Universidad de Adelaida en 2010, obteniendo sus títulos en Medicina y Cirugía. En 2011, fue contratado en el Hospital de Mujeres y Niños, y desde enero de 2013, comenzó a trabajar en el Hospital Base Mackay en Queensland. También trabajó en un hospital en Alice Springs. Es un doctor registrado  en Australia Occidental, sin embargo, la Junta Médica de Australia tomo acciones regulativas sobre su registro médico, el cual fue oficialmente suspendido de sus funciones el 30 de septiembre de 2015.